# Fitosterole

β-Sitosterol

Fitosterole, sterole roślinne – grupa steroli wytwarzanych przez rośliny. Znanych jest ponad 150 różnych steroli roślinnych. Sterole wytwarzane przez rośliny są elementem strukturalnym błon komórkowych i cytoplazmatycznych, uczestniczą w regulacji procesów wewnątrzkomórkowych oraz pełnią funkcję substancji obronnych przed roślinożercami. Wiele steroli roślinnych po połączeniu z cukrem tworzy glikozydy, będące substancją obronną oraz znajdujące zastosowanie jako leki.

## Synteza i zróżnicowanie
U roślin niższych sterole wytwarzane są w wyniku przekształcenia lanosterolu. Przykładem fitosterolu wytwarzanego przez Chlorella jest ergosterol, a u Rhodophyta cholesterol. Rośliny wyższe wytwarzają sterole w wyniku przekształcenia cykloartenolu przez stopniową eliminację grup CH3. Eliminacja grup metylowych zachodzi w wyniku kolejnych reakcji utleniania do grup COOH, a następnie dekarboksylację. Najczęściej spotykane fitosterole to:
- β-sitosterol(inne języki),
- stygmasterol,
- brassikasterol(inne języki),
- α-spinasterol(inne języki),
- Δ7-stigmasterol(inne języki) – występujący w ziarniakach pszenicy,
- lofenol(inne języki),
- cytrostadienol(inne języki) – występujący w liściach pomarańczy, cytryn oraz ziemniaków,
- makdougalina(inne języki) – występująca w kaktusach,
- cerewisterol(inne języki),
- fukosterol(inne języki),
- ergosterol,
- zymosterol(inne języki),
- cholesterol,
- anteridiol(inne języki),
- α-ekdyson.

## Funkcje
Wolne i pochodne steroli roślinnych obecne są w błonach komórkowych i cytoplazmatycznych. Zawartość poszczególnych fitosteroli jest różna dla błon różnych organelli. Błona komórkowa zawiera głównie sitosterol, kampesterol i stigmasterol. W błonach jądrowych występuje cholesterol. Sterole z grupy ekdysonów są hormonami wywołującymi wylinkę owadów. Obecne w roślinach fitosterole mogą zaburzać cykl rozwojowy owadów. Związki z grupy limonoidów są bardzo skutecznym środkiem odstraszającym owady. Glikozydy steroli oraz ich pochodne tworzą grupę związków nazywanych saponinami, wykazującymi właściwości detergentów. Zdolność do rozbijania błon skutkuje wysoką toksycznością dla roślinożerców. Właściwość ta została także wykorzystana przez człowieka przy produkcji środków piorących z surowców roślinnych. Motyle z rodzaju Danaus wykształciły odporność na glikozydy obecne w roślinach, w efekcie gąsienice gromadząc w organizmie toksyczne związki pochodzące ze zjadanych liści, stają się trujące dla ptaków.